# Hayden Hurst
Hayden Randle Hurst (* 24. August 1993 in Jacksonville, Florida) ist ein US-amerikanischer American-Football-Spieler auf der Position des Tight Ends. Zurzeit spielt er für die Los Angeles Chargers in der National Football League (NFL). Von 2018 bis 2019 stand er bei den Baltimore Ravens unter Vertrag, anschließend spielte Hurst zwei Jahre lang für die Atlanta Falcons und ein Jahr für die Cincinnati Bengals und die Carolina Panthers.

## Frühe Jahre
Hurst ging in seiner Geburtsstadt Jacksonville auf die Highschool. Hier spielte er neben American Football auch Baseball. Hurst wurde im MLB Draft 2012 von den Pittsburgh Pirates in der 17. Runde ausgewählt. Er spielte für zwei Jahre im Gulf-Coast-League-Team des Franchise auf Rookie-Niveau, kam dabei aber nur zu 16 Einsätzen. Später besuchte er die University of South Carolina. In drei Jahren für das Collegefootballteam fing er 100 Pässe für 1.281 Yards.

## NFL

### Baltimore Ravens
Hurst wurde im NFL Draft 2018 in der ersten Runde an 25. Stelle von den Baltimore Ravens ausgewählt. In der Preseason zog er sich jedoch eine Verletzung zu, so dass er erst am fünften Spieltag sein NFL-Debüt gab. Am 28. Oktober 2018 fing er im Spiel gegen die Carolina Panthers seinen ersten NFL-Touchdown. Es blieb sein einziger Touchdown in seiner Rookiesaison. Insgesamt fing er 13 der 23 auf ihn geworfenen Pässe für 163 Yards. In seiner zweiten Saison fing er 30 Pässe für 389 Yards und zwei Touchdowns. Er blieb jedoch hinter Mark Andrews und Nick Boyle der dritte Tight End der Ravens.

### Atlanta Falcons
Zur Saison 2020 wurde er am 18. März 2020 zusammen mit einem Viertrundenpick für einen Zweit- und Fünftrundenpick im NFL Draft 2020 zu den Atlanta Falcons getradet. In seinem ersten Jahr für die Falcons fing er 56 Pässe für 571 Yards und sechs Touchdowns.
Im NFL Draft 2021 wählten die Falcons an vierter Stelle den Tight End Kyle Pitts aus, welcher sofort eine große Rolle in der Atlanta-Offense einnahm und Hurst etwas verdrängte. Dennoch gelang es ihm, in der Saison 26 Passfänge für 226 Yards und drei Touchdowns zu erzielen.

### Cincinnati Bengals
Im März 2022 unterschrieb Hurst einen Einjahresvertrag bei den Cincinnati Bengals.

### Carolina Panthers
Zur Saison 2023 einigte Hurst sich mit den Carolina Panthers auf einen Dreijahresvertrag im Wert von 21,75 Millionen US-Dollar. Er fing 18 Pässe für 184 Yards in neun Spielen, wegen einer Gehirnerschütterung verpasste er die Hälfte der Saison. Am 13. März 2024 wurde Hurst von den Panthers entlassen.

### Los Angeles Chargers
Im März 2024 nahmen die Los Angeles Chargers Hurst unter Vertrag.

## Persönliches
Hurst litt während seiner Zeit in South Carolina an Depressionen und unternahm daher 2016 einen Suizidversuch. Nachdem er im Draft 2018 ausgewählt worden war, gründete er eine Stiftung, um auf mentale Probleme aufmerksam zu machen und sich in der Suizidprävention zu engagieren.